# Абу Зейд Абдельхамід
Абдельхамід Абу Зейд (при народженні Мохамед Гхадір; 1965, Алжир — 25 лютого 2013, Малі) — алжирський бойовик, ісламіст, контрабандист. До 2010 став одним з трьох головних польових командирів Аль-Каїди в країнах ісламського Магріба, військової організації з центром в Малі.
Вбито під час військової операції французьких та канадських військ 25 лютого 2013 року в бою на півночі Малі. Смерть Абу Зейда була підтверджена представником Аль-Каїди 5 березня 2013 року. 23 березня смерть Абу Зейда підтвердив президент Франції Франсуа Олланд.